# Philiris amblypodina
Philiris amblypodina är en fjärilsart som beskrevs av Johannes Karl Max Röber 1926. Philiris amblypodina ingår i släktet Philiris och familjen juvelvingar. Inga underarter finns listade i Catalogue of Life.